# La Odisea (programa de televisión español)
La Odisea es el nombre de una serie de producción propia que emitió Televisión Española en horario infantil y juvenil en 1976, creada por Els Joglars. 
Narraba en clave de humor la historia clásica de La Odisea, con la peculiaridad de que se grababa con una manifiesta pero al mismo tiempo muy divertida falta de medios. Por ejemplo, las naves en que viajaban Ulises y sus compañeros por el mar Egeo, eran simples aparadores sobre los que iban subidos los actores, sin ocultarlo de ninguna forma, de modo que cuando decían que bajaban a la bodega simplemente se metían en el aparador. El mismo grupo de actores podía representar a los compañeros de Ulises o, en el siguiente plano, a las sirenas que les llamaban para conducirlos al desastre; el personaje de Telémaco, hijo de Ulises y supuestamente un niño, era interpretado por un actor de mucha más edad, pero que se comportaba como un bebé; las imágenes ralentizadas ("cámara lenta") eran imitadas por los actores, simplemente ralentizando sus movimientos; la supuesta enorme altura del cíclope que atacaba a Ulises era simulada colocando la cámara desde un plano muy bajo; el oleaje era imitado mediante varias sábanas que eran movidas de derecha a izquierda; el decorado del paseo triunfal entre columnas del último capítulo solamente tenía dos columnas de cartón piedra, que iban siendo movidas hacia adelante por los actores a medida que los protagonistas avanzaban; y muchos otros efectos cómicos realizados con medios muy pobres.
No se ocultaba el estudio de grabación, de manera que era común que apareciesen en pantalla escaleras, techos, focos, etc.
La dirección corrió a cargo de Albert Boadella, sobre guiones de Francesc Nello. Los principales actores eran Pau Casares, Elisa Crehuet, Anna Rosa Cisquella, Ferran Rañé, Jaume Sorribas, Víctor Martínez de la Hidalga, Gabriel Renom, Andreu Solsona, Nuria Nebot y Fermí Reixach.
La Odisea supuso un soplo de aire fresco e imaginativo en la progamación infantil y juvenil de mediados de los años 70 en España.
- Datos: Q5964562